# Меланиппа-узница
«Меланиппа-узница» или «Меланиппа скованная» (др.-греч. Μελανίππη ἡ δεσμῶτις) — трагедия древнегреческого драматурга Еврипида, сюжет которой связан с мифом об Арне-Меланиппе. Её текст утрачен за исключением отдельных фрагментов, но сохранились пересказы содержания (в том числе частичный пересказ у Псевдо-Гигина).
Предположительно трагедия была написана и поставлена на сцене незадолго до 412 года до н. э.; возможно, в 414—413 году до н. э. Эта датировка связана с наличием отсылок к «Меланиппе-узнице» в комедии Евполида «Демы» (поставлена в 412 году до н. э.), а также с предполагаемым влиянием на Еврипида трагедии Софокла «Тиро» (незадолго до 414 года до н. э.) и с интересом афинян к Южной Италии во время Сицилийской экспедиции.
Главная героиня трагедии — Меланиппа, дочь Эола (Псевдо-Гигин называет её дочерью Десмонта, но он неправильно понял греческое слово δεσμῶτις, «узница»). Она стала возлюбленной морского бога Посейдона, от которого родила сыновей Эола и Беота. В этой версии сюжета отец выслал Меланиппу в Южную Италию, там её дети были усыновлены царём Италии Метапонтом. Когда они выросли, жена Метапонта Феано подговорила своих братьев убить Эола и Беота во время охоты, но сыновья Меланиппы победили в схватке. Позже они явно встретили свою мать, но как произошли встреча и узнавание, остаётся неясным. В финале, по одному из предположений, появлялся Посейдон, который приказывал Метапонту жениться на Меланиппе, а Беоту и Эолу предрекал славную судьбу в Элладе.
О том же персонаже Еврипид написал трагедию «Мудрая Меланиппа», тоже в основном утраченную. Антиковеды не всегда могут веренно определить, к какой из этих двух пьес относятся конкретные сохранившиеся отрывки.
Российский исследователь Фаддей Зелинский причислял «Меланиппу-узницу» к лучшим пьесам Еврипида, констатируя, что её утрата при том, что сохранились «такие посредственные драмы, как „Гераклиды“ и „Андромаха“», точно не связана с эстетической стороной вопроса.